# Макаров Олег Анатолійович
Макаров Олег Анатолійович (нар. 24 липня 1965, Київ — 29 жовтня 2024) — судовий юрист, керівний партнер, керівник юридичного підрозділу юридичної фірми, депутат Київської міської ради VIII скликання. Народний депутат України 9-го скликання від партії «Голос».
Секретар Комітету Верховної Ради з питань правової політики. 

## Освіта
- 1989 року[6] закінчив факультет міжнародних відносин Київського національного університету і. Шевченка, відділення «міжнародне право».
- 1992 року[6] закінчив аспірантуру Київського університету імені Шевченка, Інститут міжнародних відносин, кафедра міжнародного права.
- У 2013 році отримав ступінь MBA в Единбурзькій бізнес-школі, Університет Геріот-Ватт (Единбург, Велика Британія).

## Діяльність
З 1992 року — керівний партнер, керівник юридичного підрозділу юридичної фірми.
З 2007 року — заступник голови Дисциплінарної палати Київської міської кваліфікаційно-дисциплінарної комісії адвокатури та член правління ГО «Асоціація правників України».
З 2015 року — член Етичної комісії всеукраїнської громадської організації «Асоціація правників України».
Депутат Київської міської ради VIII скликання, голова постійної комісії Київської міської ради з питань регламенту та депутатської етики.
Народний депутат України 9-го скликання від партії «Голос» із 2019 року.
Помер 29 жовтня 2024 року у віці 59 років.